# Instituto Padre Machado
O Instituto Padre Machado é uma organização educacional Católica de Belo Horizonte, fundado pelo professor Antônio de Lara Resende, em São João del-Rei, em 25 de janeiro de 1921.

## História

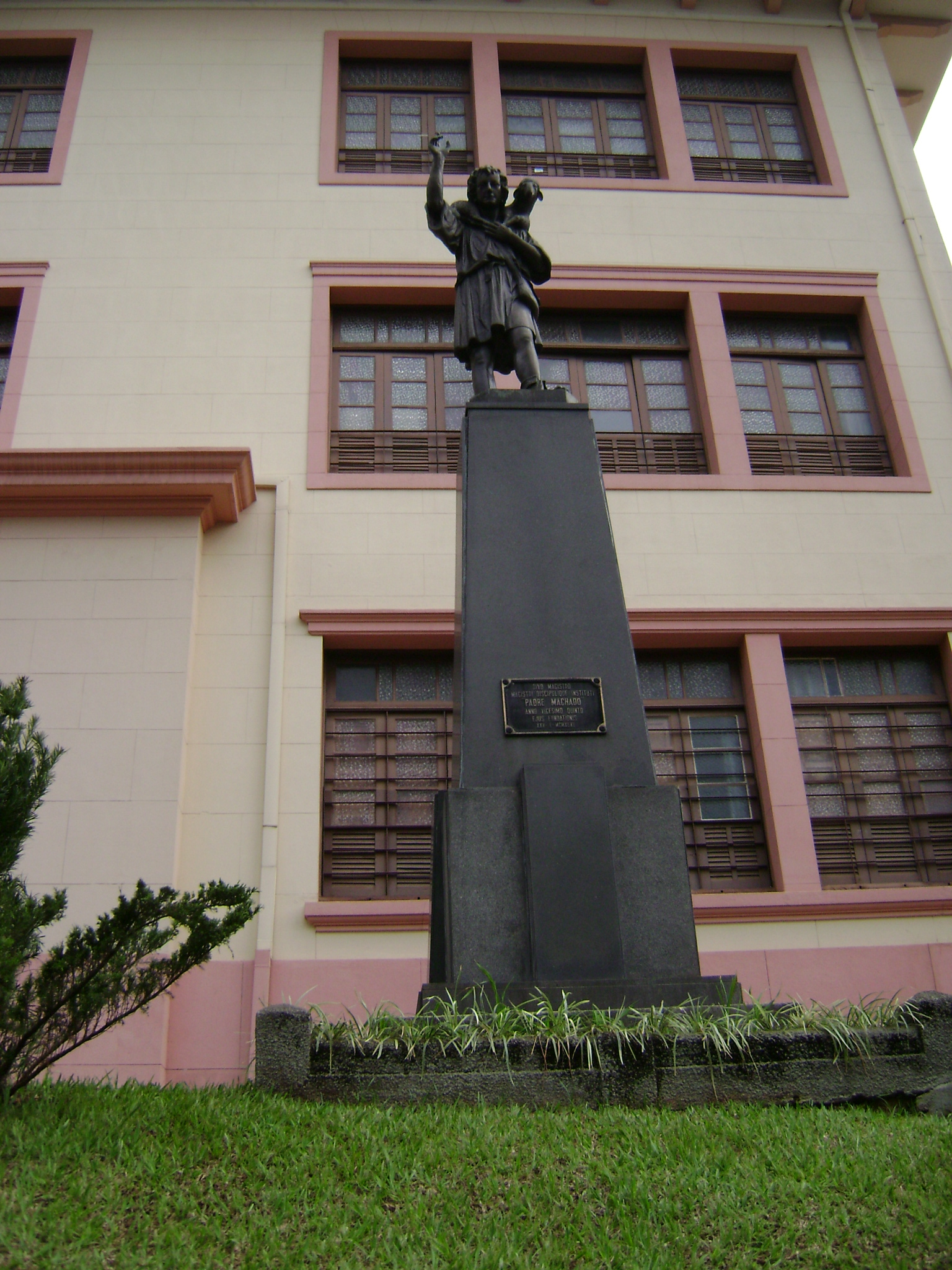
Estátua do Padre Machado, na entrada do instituto.

Após a fundação em São João del-Rei (Minas Gerais) transferiu-se para Belo Horizonte em 1940, e instalou-se na Rua Espirito Santo, 605. Após quatro anos neste local, em 1944, mudou-se para a atual sede, avenida do Contorno, 6475.
Fundado em 1921, o Instituto Padre Machado (IPM) alia tradição e modernidade no processo educativo. Dirigido pelos padres Barnabitas (Ordem do Clérigos Regulares de São Paulo), o Instituto mantém sua linha de ensino focada na formação humana e cristã. Possui projeto pedagógico inovador que valoriza as individualidades de cada aluno, visando não apenas educá-lo, mas também humanizá-lo e dignificá-lo.
O Instituto presta o ensino infantil, fundamental, médio.

### CRENÇAS E VALORES
No que diz respeito às crenças e valores, o INSTITUTO PADRE MACHADO, no desenvolvimento de suas atividades, se pauta nas seguintes orientações;
- O SER HUMANO deve ser reconhecido em suas dimensões: corpo e espírito. Portanto, o seu desenvolvimento integral só é alcançado trabalhando-se o todo, sob uma ótica cristã.

- Cada INDIVÍDUO é único, por sua origem, experiências, expectativas e potencialidades. Dessa forma deve ser visto e respeitado, por suas igualdades e por suas diferenças.

- O COMPROMISSO envolvendo Escola, Pais, Professores e Alunos é razão do sucesso de nossas atividades.

- A EDUCAÇÃO é um bem coletivo, de direito individual, passível de se desenvolver em todas as atividades humanas. Dessa forma, qualquer ato ou evento deve transformar-se em espaço pedagógico.
- A LIBERDADE é um direito de todos e seu exercício está diretamente ligado ao grau de responsabilidade na sua utilização.

- O EMPREENDEDORISMO proporciona uma vivência para tomadas de decisões, liderança, trabalho em equipe, visão de oportunidades, num processo de construção de novos padrões de comportamento.

As crenças explicitadas amparam-se nos seguintes VALORES, base do nosso trabalho:
- CRISTÃOS, que visa a Educação para toda a vida, com base no amor a Deus e ao próximo, paz e justiça;
- ÉTICOS, como moldura universal que serve de referência para qualificar as relações entre pessoas e organizações;
- Do TRABALHO, destinatário dos nossos esforços e, ao mesmo tempo, garantia de dignidade e crescimento pessoal;
- Da SOLIDARIEDADE, permanente garantia de nossa compreensão quanto à dimensão terrena e, portanto, passível de falhas e desvios, face à complexidade do mundo que nos cerca.

### QUEM FOI PADRE MACHADO?
O nome do Instituto foi escolhido em homenagem ao famoso educador Padre Antônio da Costa Machado que, no século XIX, dirigiu colégios em Congonhas do Campo, São João Del Rei e Petrópolis.
Nascido em São João Del Rei, em 1834, ele foi um dos oradores sacros de maior renome do Brasil. Quando sua fama chegou ao Rio de Janeiro, D. Pedro II, que tinha a rara qualidade de conhecer bem os homens, convidou-o várias vezes para ser o bispo da capital brasileira na época. Padre Machado recusou o convite, alegando já ter realizado seu maior desejo: ser pastor de ovelhas em sua cidade natal. Ele faleceu em 1884, como vigário, aos 50 anos de idade e mais de 20 de sacerdócio.
Pelos colégios dirigidos por Padre Antônio da Costa Machado, passaram figuras de destaque da política e do meio acadêmico de Minas Gerais, como Afonso Arinos, Afrânio de Melo Franco, Gastão da Cunha entre outras personalidades de renome.

## REDE BARNABITA DE ENSINO
A implantação da Rede Barnabita de Ensino na Província Brasil Centro-Sul já era um sonho da Ordem dos Clérigos Regulares de São Paulo. Hoje, faz-se necessária no contexto de educação no mundo atual. Por isso, através de um processo de construção mútua entre escolas da província, o projeto vai ganhando forma, dinamismo e coerência com a educação barnabita.
Para a inspiração condizente com a identidade das escolas, buscam-se os propósitos do Evangelho “Lançar redes em águas mais profundas” (Lc 5,5). Na prática, envolver as escolas num processo de cumplicidade entre si, buscando a excelência profissional, sem perder de vista a identidade original de cada uma delas. Na solidez, refletir sobre os fundamentos filosóficos da educação (LDB) e o Carisma dos barnabitas, segundo seu fundador, Santo Antônio Maria Zaccaria.
A Rede Barnabita de Ensino justifica-se no tempo presente e sinaliza um futuro promissor para a Ordem no campo da Educação no Brasil.
- A VALORIZAÇÃO DO AMOR AO TRABALHO, como meio de realização pessoal e profissional;
- A JUSTIÇA, na formação integral do ser humano e do bem comum;
- A SIMPLICIDADE, como forma de compreensão em melhorar nossas potencialidades e limitações, em especial na aceitação do outro;
- A ESPIRITUALIDADE, como forma propulsora de nossa vida, especialmente por fundamentar-se no Evangelho de Jesus Mestre; O COMPROMISSO, como a missão de educar, inspirado nas ações de São Paulo Apóstolo são as perspectivas do Extrato do Projeto Político Pedagógico.